# Glaphyrosoma bruneri
Glaphyrosoma bruneri är en insektsart som först beskrevs av Cockerell 1912.  Glaphyrosoma bruneri ingår i släktet Glaphyrosoma och familjen Anostostomatidae. Inga underarter finns listade i Catalogue of Life.